# Epitola liana
Epitola liana är en fjärilsart som beskrevs av Roche 1954. Epitola liana ingår i släktet Epitola och familjen juvelvingar. Inga underarter finns listade i Catalogue of Life.